# Філіпп Герберт, 4-й граф Пембрук
Філіпп Герберт (англ. Philip Herbert; 10 жовтня 1584 — 23 січня 1650) — англійський державний діяч 1-ї пол. XVII ст., фаворит перших англо-шотландських королів з династії Стюартів, учасник Англійської революції, 1-й Монгомері, 4-й граф Пембрук.

## Життєпис
Походив з англійського шляхетського роду Гербертів. Молодший син Генріха Герберта, 2-го графа Пембрука, та його третьої дружини Мері Сідні. Народився 1584 року в Вілтон-Хаусі. У 1593 році почав вчитися у Новому коледжу Оксфордського університету, але через декілька місяців залишили його.
У 1600 році вперше з'явився при королівському дворі Єлизавети I. 1603 року після вступу на престол Якова I Стюарта він незабаром привернув увагу короля. За словами Едварда Гайда, 1-го графа Кларендона, і Джона Обрі, головними інтересами Філіпа в той час були полювання, яструби і соколи, верхова їзда. На одному з турнирів своє красою привернув увагу короля. У травні 1603 року Яків I зробив Філіппа Герберта джентльменом приватної вітальні й лицарем Бані в липні того ж року.
Філіп Герберт та його брат Вільям виступили в «Масках індійських і китайських лицарів» у Гемптон-Корті 1 січня 1604 року. У жовтні того ж року отримав 2 подарунка загальною вартістю 3 тис. фунтів стерлінгів. 27 грудня 1604 року за підтримки короля пошлюбив з представницею аристократичного роду де Вер. Того ж року Філіпп Герберт був обраний членом парламенту від Гламоргана.
1605 року стає джентльменом королівської спальні. Того ж року отримує титули барона Шарланда і графа Монтгомері, а потім посаду магістра Оксфордського університету. Герберт регулярно брав участь у цей період у турнірах і придворних виставах. Він також цікавився азартними іграми і нагромадив великі борги, які король погасив за нього в 1606—1607 роках. У 1608 році стає лицарем ордену Підв'язки.
З 1607 року за вплив на короля змагався з Робертом Карром, якого граф Джеймс Хей викликав з Шотландії. Можливо через перевагу останнього став більш роздратованим, уславився своїми жорстокими сутичками, але король незмінно прощав його.
1612 року став членом ради Вірджинської компанії. Того ж року був одним із початкових засновників компанії Півінічнозахідного Проходу. 1614 року став членом Ост-Індської компанії. У 1615 році Яків I призначив Філіппа верховним стюартом Оксфорда. 1617 року став хранителем Вестмінстерського палацу та парку Сент-Джеймс.
1624 року отримує посаду лорд-лейтенант графства Кент. У грудні того ж року стає членом Таємної ради. 1625 року зі сходженням на трон Карла I зберіг вплив при дворі. Брав участьу посольстві до Франції, яке супроводжувала наречену короля Генрієтту Марію Бурбон. 1626 року тримав шпори Карла I під час коронації. Того ж року стає лорд-камергером. Того ж року брав участьу заснуванні Гвіанської компанії. У 1628 році був призначений лордом-лейтенантом Бекінгемшира. Того ж року отримав у пожиттєве володіння острови Тринідад, Тобаго і Барбадос. 1629 року помирає його дружина.
1630 року одружився вдруге. Того ж року після смерті старшого брата Вільяма спадкував титул графа Пембрука, родинні маєтності та посади лорда-лейтенанта Сомерсета та лорда-лейтенанта Корнуолла. Невдовзі призначається верховним стюартом герцогства Корнуолл та лорд-хранителем Стеннерів. Протягом 1630-х років в Вілстон-Хаузі влаштовував для короля великі мисливські лови.
Втім поступово з королем почали виникати конфлікти. Герберт, що добре ставився до пуритан, виступив 1633 року проти призначення Вільяма Лода архієпископом Кентерберійським. Також мав конфлікт з королевою, що залишилася католичкою. 1639 року з початком єпископської війни проти шотландських кальвіністів виступив за укладання миру та компроміс з боку короля. Втім перемовини Герберта з шотландцями в Бервіку та Ріпоні не дали результаті.
Великі земельні володіння здобули на нього великий вплив під час виборів до короткого (лютий—травень 1640 року) і конституційного періоду довгого (1640—1642 роки) парламентів, внаслідок чого мав неформальну власну фракцію. Поступово перейшов в опозицію до короля. У 1641 році проголосував за законопроєкт про посягання королівського фаворита Томаса Вентворта, графа Страффорда, до суду. Це спричинило конфлікт, внаслідок чого Філіппа Герберта було усунуто з посади лорд-камергера.
З початком Першої громадянської війни став на бік парламентарів, хоча він завжди був одним із найбільш поміркованих з них. Водночас був посередником-перемовником з Карлом I. 1641 року парламент призначив Герберта канцлером Оксфордського університету. У липні 1642 року Герберт стає одним з 5 членів комітету безпеки, створеного Англійським парламентом. У серпні того ж року стає губернатором острова Вайт. У січні 1643 року в Оксфорді від імені парламенту вів перемовини з королем, але марно. Водночас як член Вестмінстерської асамблеї виступив проти пресвітеріан.
У листопаді підтримав створення армії нового зразку, а у грудні — «Акт про самозречення». 1645 року брав участь в укладані та підписанні Уксбридзького договору, що завершив Першу громадянську війну. За це парламент призначив Герберта лорд-лейтенантом Сомерсету. Невдовзі підтримав законопроєкт про засудження архієпископа Вільяма Лода. 1646 року виступив проти петиції на користь пресвітеріанства, поданої лондонським Сіті. З середині 1646 року виступав за ліквідацію армії нового зразка, передбачаючи надмірне посилення впливу військовиків та їх союзників. У липні 1647 року під час конфлікту армії та парламенту відмовився залишити Лондон та приєднатися до армії. Втім після захоплення армійцями Лондону зумів зберегти посади. У лютому 1648 року прибув до Оксфорду, де поклав край реформам в тамтешньому університеті.
У липні 1648 року проголосував за визнання герцога Джеймса Гамільтона зрадником за керівництво шотландськими військами в Англії, та роялістів, які тому допомагали. У липні 1648 рокубрав участь у перемовинах з королем як незалежний представник. Результатом став Ньюпортський договір. В цей час надійшла звістка про Прайдову чистку парламенту. У відповідь Герберт поспішив повідомити про вірність армії. Проте й надалі намагався досягти остаточної угоди з королем. Натомість парламент призначив його констеблем Віндзорського замку, а у січні 1649 року членом Висого суду над королем. Філіпп Герберт відмовився брати участь в суді, хоча погодився не виступати проти страти короля. Після страти став членом державної ради. У квітні того ж року став членом парламенту від Беркширу. У травні захворів і провів решту року прикутий до ліжка. Помер в своєму палаці в Вестмінстері.

## Меценатство
Зібрав велику колекцію мистецтва. Був покровителем художників Антонія ван Дейка, Річарда Гібсона. Водночас належав до придворного ґуртка шанувальників живопису відомого як Вайтхол. У 1637 році, коли папа римський Урбан VIII надіслав Карл I велику партію картин, то Герберт був одним із обраних, хто брав участь у відкритті та першому огляді подарунків.
Також полюбляв літературу, допомагав поету Джорджу Герберту та драматургу Філіппу Мессінджеру. За життя отримав у подарунок більше 40 книг з присвятою, зокрема 1619 року твір «Амадіс Галльський»

## Родина
1. Дружина — Сюзана, донька Едварда де Вера, графа Оксфорда
Діти:
- Анна Софія, дружина Роберта Дормера, 1-го графа Карнарвона
- Карл (1619—1635), лорд Шарланд
- Філіпп (бл. 1621—1669), 5-й граф Пембрук
- Джеймс (бл. 1623—1677)
- Генріх (1617—1618)

2. Дружина — Анна, донька Джорджа Кліффорда, 3-го графа Камберленда
дітей не було